# Economia della Bolivia

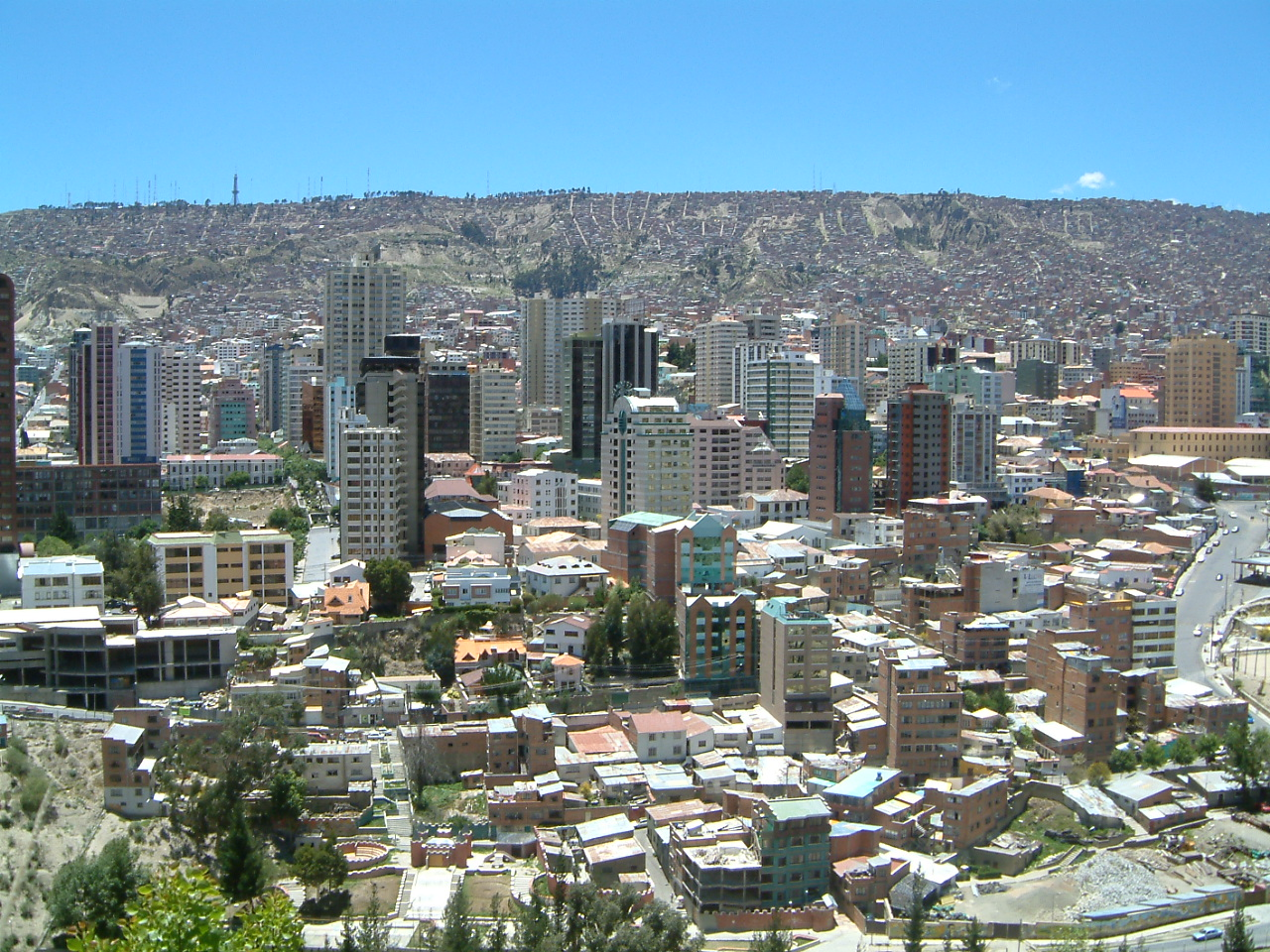
La Paz, principale centro economico della Bolivia

L'Economia della Bolivia è dal 2017 una delle economie a più rapida crescita al mondo; lo stato ha prodotto nel 2021 un PIL di 40 miliardi di dollari a parità di potere d'acquisto e di 37,5 miliardi in termini nominali. Secondo i dati del 2017 l'agricoltura produce l'13% del PIL, l'industria il 37% e il terziario il 54,3% L'economia dello stato andino dal 2005 sta registrando una forte crescita, con tassi superiori al 4% annuo; Il reddito pro-capite dello stato viene spesso indicato come intorno ai 7500 dollari l'anno al 2017, dato in crescita; è stata abbattuta anche la disoccupazione, che nel 2017 era pari al 4%. Dal 2005 da quando si è insediato come capo dello stato Evo Morales, lo stato andino ha quadruplicato la sua economia, ed anche la povertà si è ridotta dal 38% al 18%.
Attualmente la Bolivia è uno dei paesi con lo sviluppo più progressivo in Sud America. L'estrema povertà in Bolivia è diminuita dal 36,7% al 16,8% tra il 2005 e il 2015. Per quanto riguarda il Coefficiente di Gini, l'INE ha sottolineato che la Bolivia è passata da 0,60 al 0,47.

## Settore primario

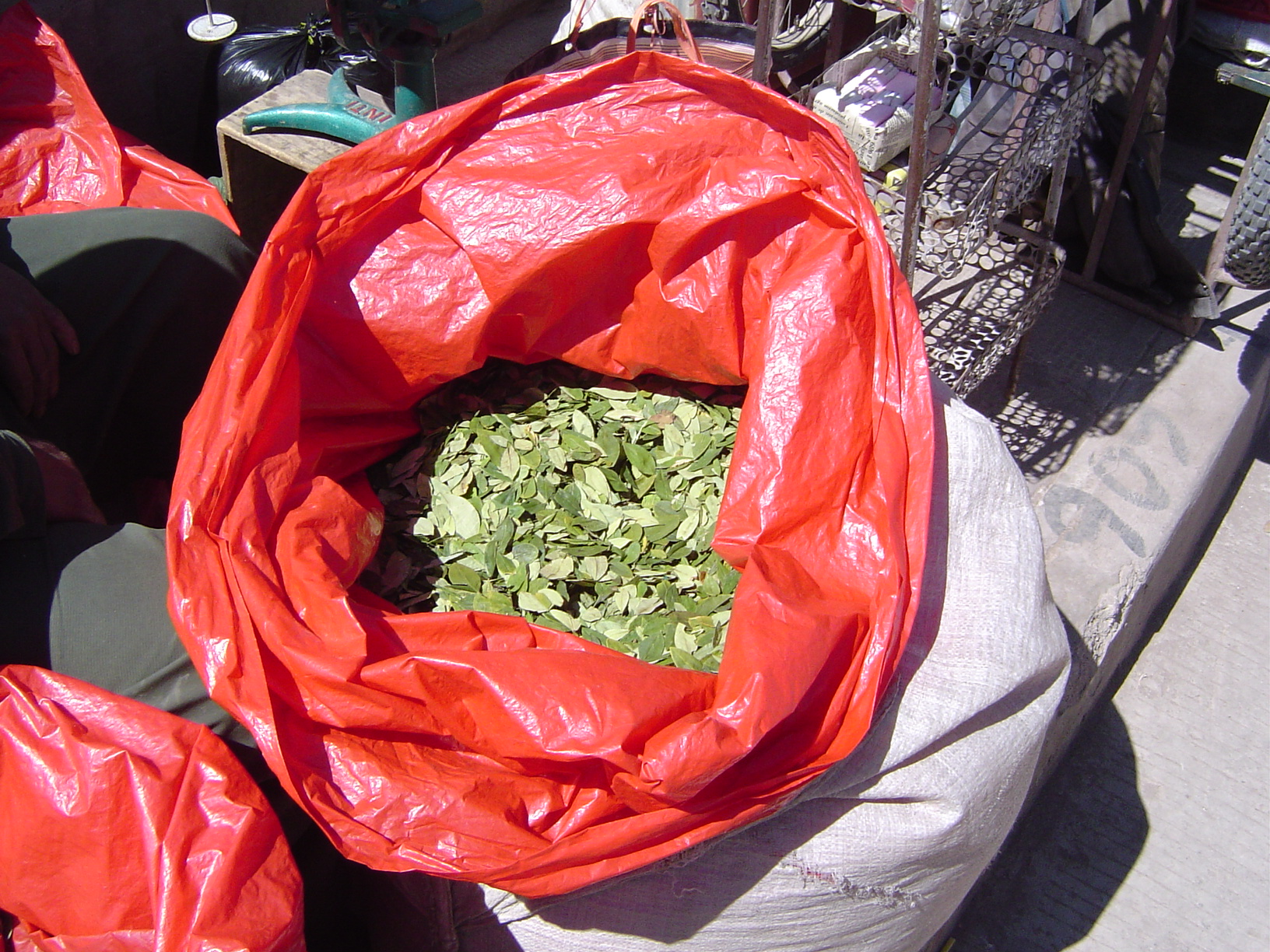
Foglie di coca

Prodotto agricolo più redditizio della Bolivia continua ad essere la coca, di cui la Bolivia è attualmente il terzo più grande coltivatore al mondo (dopo Colombia e Perù), con una stima di 29.500 ettari coltivati nel 2007, che è leggermente aumentata rispetto al 2006. Il governo boliviano, in risposta alle pressioni internazionali, ha lavorato per limitare la coltivazione di coca per l'utilizzo di produzione di cocaina. Tuttavia, gli sforzi di eradicazione sono stati ostacolati dalla mancanza di una coltura di sostituzione adatta per le comunità rurali che hanno coltivato coca per generazioni. Dal 2001, la principale esportazione agricola della Bolivia è stata la soia. Inoltre, cotone, caffè, canna da zucchero sono state le esportazioni principali per la Bolivia. Per il consumo domestico, mais, grano e patate sono le coltivazioni degli agricoltori boliviani. Nonostante le sue vaste foreste, la Bolivia ha un'industria del legname non molto sviluppata. Nel 2003, il legname ha rappresentavano solo il 3,5 per cento dei proventi delle esportazioni.

## Settore secondario

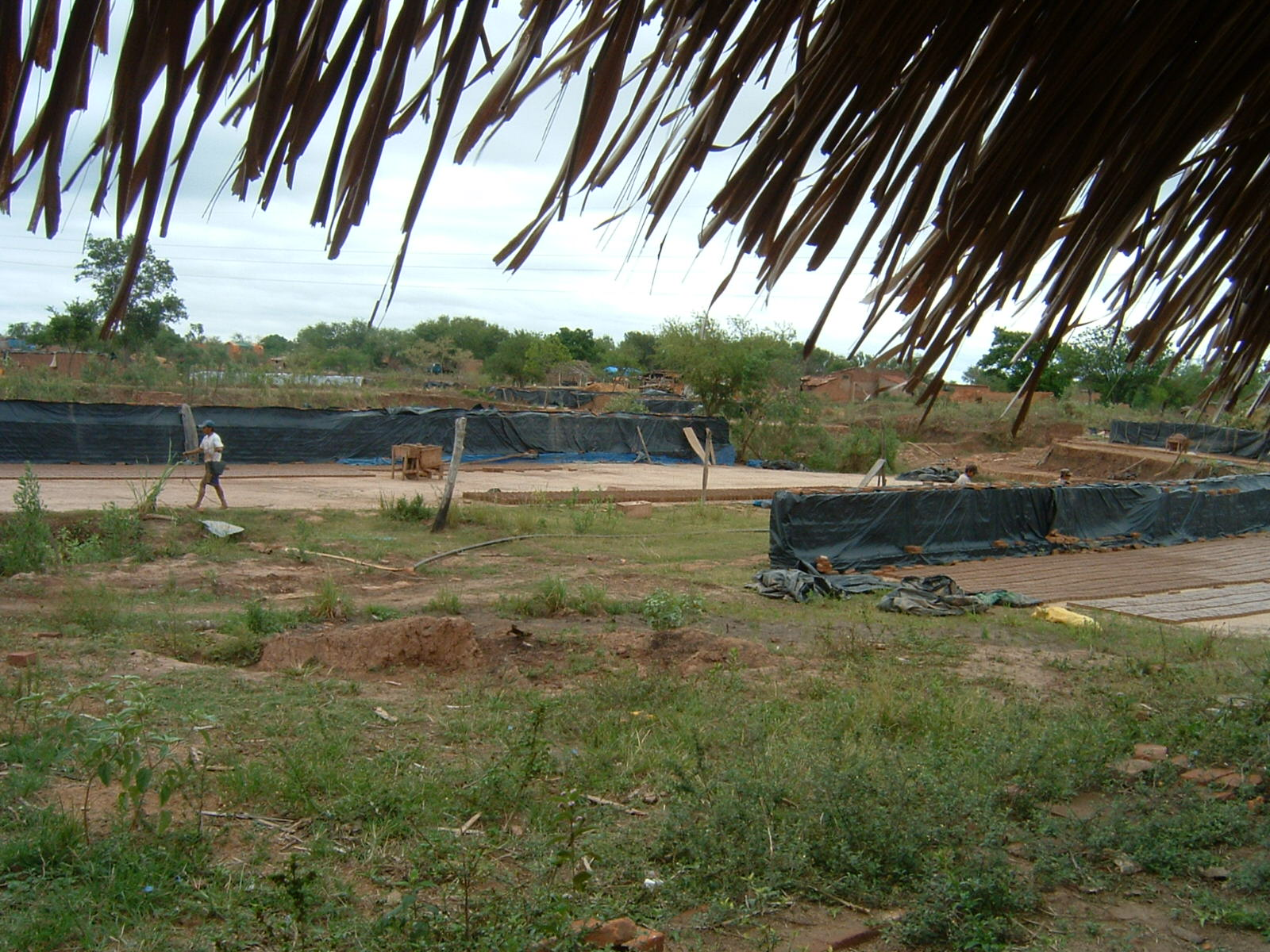
Fabbrica di mattoni nella periferia di Montero

I principali prodotti industriali in Bolivia includono prodotti tessili, abbigliamento, beni di consumo non durevoli, soia trasformati, metalli raffinati, e petroliferi raffinati. La lavorazione dei prodotti alimentari, bevande e del tabacco è il settore più importante nel settore industriale infatti questo settore occupa un posto di rilievo nel settore della produzione che è in continua crescita, sia nella produzione e nel numero di imprese e sia di posti di lavoro. Specialmente la soia e suoi derivati hanno raggiunto una grande esportazione negli ultimi anni. Le più grandi fabbriche di soia, semi di girasole, cotone e zucchero di canna, si trovano principalmente a Santa Cruz, anche se grandi raffinerie di olio commestibile operano in Cochabamba. Tutte le grandi città hanno almeno una fabbrica di birra, uno o più fabbriche di imbottigliamento, e uno o più impianti di confezionamento per i prodotti alimentari in scatola. L'industria tessile è stato il settore manifatturiero più grande dopo l'industria alimentare e dal 1990 l'industria tessile ha aumentato il suo tasso di crescita. L'industria del cotone e lana declinò a scapito delle fibre sintetiche. La più grande concentrazione di stabilimenti tessili si trovano a La Paz, ma anche a Santa Cruz e Cochabamba e in misura minore a Oruro. Il tasso di produzione industriale in Bolivia nel 2010 è cresciuto del 3,6%; in forte crescita la produzione di gas naturale, mentre è calata quella petrolifera.

## Settore terziario

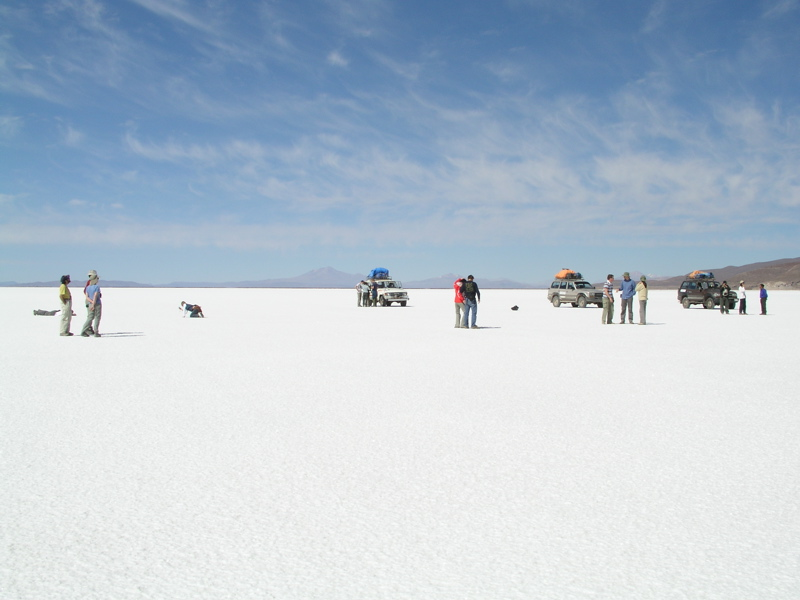
Salar de Uyuni

Il settore dei servizi in Bolivia rimane sottosviluppato. Le Banche in Bolivia hanno sofferto a lungo la corruzione e una regolamentazione debole. Tuttavia, tramite una serie di riforme avviate dalla legge bancaria del 1993 è in graduale miglioramento il settore bancario della Bolivia. La Bolivia ha una banca centrale e nove banche private. Il consolidamento si è verificato a seguito delle riforme, riducendo il numero di banche private in Bolivia dal 14% del 1995 al 9% nel 2003. La partecipazione straniera e investimenti nelle banche boliviane sono permessi. Circa il 90 per cento dei depositi bancari boliviani sono tenuti in dollari USA. La Borsa di Bolivia è stata ampliata nel 1998 per includere obbligazioni societarie, insieme con le opzioni del mercato monetario e titoli di Stato La privatizzazione del programma di sicurezza sociale della Bolivia ha rafforzato il mercato azionario. 
L'industria turistica della Bolivia è cresciuta gradualmente nel corso degli ultimi 15 anni. Nel 2000 la Bolivia ha attirato 306.000 turisti, contro i 254.000 del 1990; il settore turistico è però in forte ascesa, infatti nel 2019 il numero di turisti ha raggiunto i 1.239.000 arrivi. La Bolivia ha molte attrazioni turistiche naturali e artificiali. Le Ande, che attraversano la Bolivia, sono la catena montuosa più alta al di fuori dell'Asia, e la catena montuosa più lunga in tutto il mondo. La Paz, è la più alta sede del governo della città del mondo a 3.660 metri (12.010 piedi). Lago Titicaca è uno dei laghi più alti commercialmente navigabili del mondo, dove vive il popolo Uros, un popolo pre-Inca che vive sulle isole artificiali galleggianti sul lago. La civiltà Inca e altre civiltà lasciarono rovine che ancora esistono nel XXI secolo, tra cui il Tempio di Kalasasaya. Yungas Road, è una delle strade più pericolose del mondo, attira migliaia di ciclisti e chi ama il brivido ogni anno. La città di Potosí è un patrimonio mondiale dell'UNESCO ed ha il primato di essere la città più alta del mondo a 4.090 metri (13.420 ft). La città è anche sede di miniere d'argento che producevano ricchezza favolosa per la monarchia spagnola; altre attrazioni sono Il Salar de Uyuni, il Parco Nazionale Madidi che contiene il bacino del Rio delle Amazzoni. 
In forte crescita anche il settore delle telecomunicazioni; infatti al 2009 erano 879.800 le linee telefoniche, mentre nel 1999 erano solo 327.600; anche la telefonia cellulare ha avuto un boom passando dai 7.229 cellulari del 1995 agli 8.353.000 cellulari del 2009; la linea internet dal 2008 invece sta diffondendosi sempre di più passando dai 87.000 utenti del 2000 ai 1.103.000 del 2009.

## Forza lavoro
Al 2017 c'era una forza lavoro di 5,070,000 abitanti dato in forte crescita.

## Altri dati
Altri indicatori economici di rilievo sono:
- Debito pubblico: 51,5% del PIL (2019)
- Inflazione: 3,2% (2017)
- Popolazione sotto la soglia di povertà: 38.6% (2018)
- Indice di Gini: 44,6 (2016)